# Barão de Fornos de Algodres
Barão de Fornos de Algodres é um título nobiliárquico criado por D. Maria II de Portugal, por Decreto de 2 de Julho de 1842 e Carta de 20 de Março de 1843, em favor de José Maria de Albuquerque Pimentel de Vasconcelos e Soveral.
Titulares
1. José Maria de Albuquerque Pimentel de Vasconcelos e Soveral, 1.° Barão de Fornos de Algodres.